# Brunšvické vévodství
Brunšvické vévodství (německy Herzogtum Braunschweig) byl německý historický státní útvar. Jeho hlavním městem byl Braunschweig. Vzniklo jako nástupce Brunšvicko-wolfenbüttelského knížectví na Vídeňském kongresu v roce 1815. Během vývoje německého politického uspořádání v 19. století bylo součástí Německého spolku, Severoněmeckého spolku a od roku 1871 Německého císařství. S koncem první světové války zaniklo a jeho území bylo začleněno do Výmarské republiky jako Svobodný stát Brunšvicko.

## Historie

### Potvrzení formální suverenity
Území Wolfenbüttelu bylo jako suverénní stát uznáno na Vídeňském kongresu v roce 1815. Bylo částí středověkého Brunšvicko-lünenburského vévodství. Od roku 1705 byly všechny ostatní části někdejšího Brunšvicko-lünenburského vévodství s výjimkou Wolfenbüttelu drženy Calenberským a Cellským knížectvím, tj. Hannoverským kurfiřtstvím, ale wolfenbüttelská linie si na Hannoveru udržela nezávislost.
Wolfenbüttelské knížectví bylo v letech 1807–1813 součástí Vestfálského království. Kongres z něj učinil nezávislé území s názvem Brunšvické vévodství.

#### Karel II. (1815–1830)

Vlajka 1814–1830

Nezletilý vévoda Karel, nejstarší syn vévody Fridricha Viléma (který padl ve válce), byl dán do opatrovnictví Jiřímu IV., princi regentovi Velké Británie a Hannoveru a pozdějšímu králi. Nejprve měl mladý vévoda spor ohledně data svojí plnoletosti. Poté, v roce 1827, Karel označil některé ze zákonů vydaných v jeho nezletilosti za neplatné, čímž způsobil konflikty. Po zásahu Německého spolku byl nucen tyto zákony akceptovat. Jeho správa byla považována za zkorumpovanou. Následkem červencové revoluce v roce 1830 musel Karel definitivně odstoupit. Jeho absolutistický styl vlády odcizil šlechtu a buržoazii, přičemž nižší třída se stala neloajální kvůli špatné ekonomice. Během noci ze 7. na 8. září 1830 byl brunšvický vévodský palác napaden rozzuřeným davem, zapálen a kompletně zničen. Karel ze země uprchl.

#### Vilém VIII. (1830–1884)

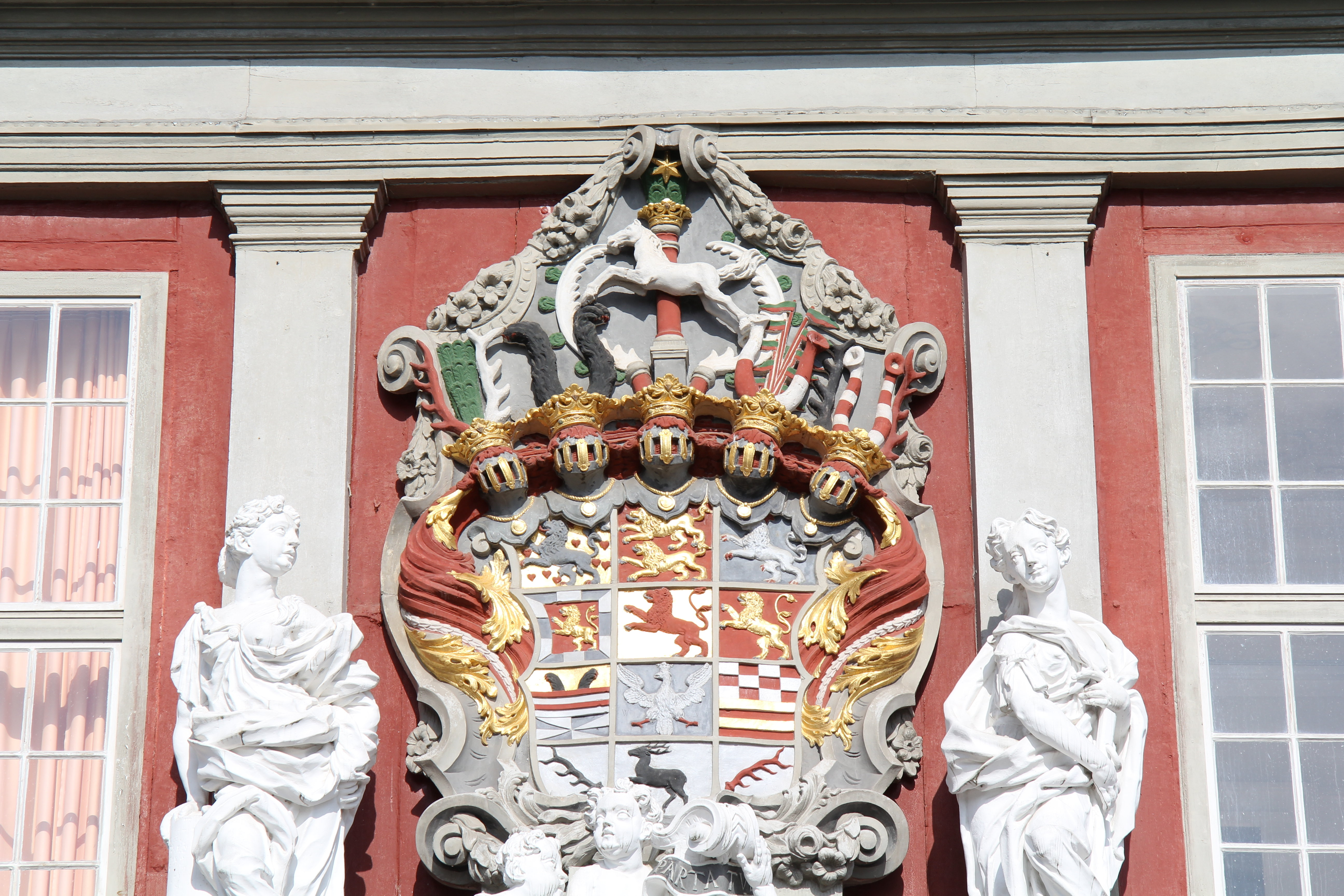
Wolfenbüttelský palác s velkým znakem vévodství

Vlajka 1830–1918

Velký znak vévodství

Když se Karlův bratr Vilém VIII. vrátil 10. září do Brunšviku, byl lidem radostně přijat. Vilém se původně ustanovil pouze bratrovým regentem, ale po roce se prohlásil za vládnoucího vévodu. Karel učinil několik zoufalých neúspěšných pokusů o sesazení svého bratra.
Vilém přenechal většinu vládních záležitostí svým ministrům a trávil velkou část svého času mimo stát, ve slezské Olešnici. Po revoluci v roce 1830 byly prosazeny liberální reformy a 12. října 1832 byla přijata nová ústava. Přestože volební systém umožňoval volit pouze asi 40% mužské populace Brunšvicka, získal brunšvický parlament více pravomocí než v ostatních německých státech a moc vévody byla výrazně omezena.
I když se Vilém v roce 1866 připojil k Pruskem vedenému Severoněmeckému spolku, jeho vztahy s Pruskem byly napjaté, neboť to odmítlo uznat Ernesta Augusta Hannoverského, 3. vévodu z Cumberlandu, Vilémova nejbližšího mužského příbuzného, jako jeho dědice.
Když v roce 1866 Prusko napadlo Hannoverské království, vévodství Brunšvické si zachovalo suverenitu a nezávislost. Nejprve se připojilo k Severoněmeckému spolku a následně k Německému císařství.
V 70. letech 19. století se stalo zjevným, že s vévodou Vilémem vymře tehdejší vládnoucí větev rodu Welfů. Podle rodové zvyklosti měl vévodský trůn připadnout hannoverské dynastii. Nicméně Hannoverští stále odmítali přijmout pruskou anexi jejich území. Ve výsledku zde byl silný pruský tlak proti získání Brunšvicka Jiřím V. Hannoverským nebo jeho synem bez splnění tvrdých podmínek, zahrnujících přísahu věrnosti Německému spolku a zřeknutí se veškerých vazeb k Hannoveru.
Zákonem z roku 1878 vytvořilo Brunšvické vévodství dočasnou regentskou radu, která by se postarala o stát v případě vévodovy smrti, a v případě, že by trůn nemohl převzít vévoda Cumberlandský, se měla postarat o jmenování regenta. S Vilémovou smrtí zanikla v roce 1884 Wolfenbüttelská linie rodu. Vévoda Cumberlandský se poté prohlásil i vévodou Brunšvickým. Vzhledem k tomu, že se stále považoval za právoplatného krále Hannoveru, Spolková rada uvážila, že by mohl svými brunšvickými nároky narušovat mír v Německém císařství. Následovala zdlouhavá jednání, ale problém nebyl nikdy vyřešen.

#### Regentství (1884–1913)
Byli jmenováni dva regenti. Prvním byl až do své smrti v roce 1906 princ Albert Pruský. Následoval jej vévoda Johan Albert Meklenburský.

#### Ernst August III. (1913–1918)
Potřeba mít na trůně regenta skončila v roce 1913. Nejstarší syn cumberlandského vévody v roce 1912 zemřel a starý vévoda se rozhodl vzdát Brunšvicka ve prospěch svého mladšího syna Ernsta Augusta, který se oženil s dcerou císaře Viléma II., přísahal loajalitu Německému císařství a vzdal se všech nároků na Hannover. Tím pádem mu bylo v roce 1913 umožněno usednout na vévodský trůn.
Následkem Německé revoluce v roce 1918 byl vévoda nucen abdikovat a byl založen "Svobodný Brunšvický stát", jako součást Výmarské republiky.